# Route nationale 105 (France)
Pour les articles homonymes, voir Route nationale 105.
La route nationale 105, ou RN 105, était historiquement une route nationale française  reliant Melun à Montereau-Fault-Yonne.

## Histoire

### Tracé historique
La RN 105 historique reliait Yssingeaux à Davézieux, succédant à la route impériale no  125 du Puy à Annonay, créée en 1811. À la suite de la réforme de 1972, elle a été déclassée en RD 105 dans la Haute-Loire et en RD 121 dans l'Ardèche.

### Dernier tracé
Jusqu'en 1978, la route de Brie-Comte-Robert à Montereau via Melun et Le Châtelet-en-Brie se nommait la RN 5BIS. Son but était de décharger la RN 5 (l'actuelle RN 6) des poids lourds qui ne pouvaient pas traverser Moret-sur-Loing et ce jusqu'à la création de sa rocade à la fin des années 1950. Dès lors, elle devient une route à caractère plus local, tout en gardant un important trafic. Durant les années 1980, la section nord (Brie - Melun) arriva à saturation et il fut décidé de la dédoubler par une autoroute : l'A5b fut inaugurée en 1994 et plongea ce tronçon dans un quasi oubli. Il fut finalement déclassé en D 305 et voies communales en septembre 2004. La section sud (Melun - Montereau) a « survécu » deux ans et a été déclassée en janvier 2007 en D 605. Malgré la présence de l'A5, elle continue à être très fréquentée mais uniquement par les véhicules légers, les poids lourds en transit y étant interdits depuis le début des années 1990.

## Tracé actuel: de Brie-Comte-Robert à Montereau-Fault-Yonne
Les communes traversées sont :
- Brie-Comte-Robert
- Évry-Grégy-sur-Yerre (km 4)
- Réau (km 8)
- Pouilly-le-Fort, commune de Vert-Saint-Denis (km 11)
- Melun (km 14)
- Sivry-Courtry (km 20)
- Le Châtelet-en-Brie (km 24)
- Pamfou (km 31)
- Valence-en-Brie (km 34)
- Montereau-Fault-Yonne (km 45)

## Ancien tracé: d'Yssingeaux à Davézieux
- Yssingeaux
- Montfaucon-en-Velay
- Saint-Bonnet-le-Froid
- Annonay
- Davézieux